# モコちゃん
モコちゃんは、日本のアニメーター・演出家。サイエンスSARU所属。

## 来歴・人物
「きみと、波にのれたら」「日本沈没2020」ほか湯浅政明監督作品にアニメーター、演出補佐として参加。一人称はモコ。

## 参加作品

### テレビアニメ
2020年
- 映像研には手を出すな!（原画（11・12話））

2022年
- 平家物語（絵コンテ・演出・作画監督（5話）・原画（2・3・5・10話）)

2024年
- ダンダダン（副監督[2]、絵コンテ・演出（4話））

2026年
- 攻殻機動隊 THE GHOST IN THE SHELL（監督）[3]

### 劇場映画
2017年
- 夜は短し歩けよ乙女
- 夜明け告げるルーのうた

2019年
- きみと、波にのれたら

2022年
- 犬王（原画）
- 四畳半タイムマシンブルース（絵コンテ・演出）

### WEBアニメ
2018年
- DEVILMAN crybaby

2020年
- 日本沈没2020　(作画監督・原画（8話）・作画監督補佐（10話）)